# Kelly Magalhães
Kelly Adriana Magalhães (Barreiras, 2 de abril de 1969 – Salvador, 23 de janeiro de 2022) foi uma professora, sindicalista e política brasileira filiada ao Partido Comunista do Brasil (PCdoB). Atuou como vereadora em Barreiras, no oeste da Bahia, onde também presidiu a Câmara Municipal por dois mandatos, e exerceu o cargo de deputada estadual na Assembleia Legislativa da Bahia entre janeiro de 2011 e dezembro de 2015. Ao longo de sua trajetória, destacou-se pela militância em defesa da educação pública, dos direitos das mulheres e da valorização dos trabalhadores. Foi uma das principais lideranças políticas do PCdoB na região oeste da Bahia, deixando um legado de luta social e compromisso com as causas populares.

## Biografia
Kelly Magalhães nasceu em 2 de abril de 1969, em Barreiras, no estado da Bahia. Graduou-se em Letras Vernáculas pela Universidade do Estado da Bahia (UNEB) e teve uma trajetória marcada por engajamento com o público desde jovem. Trabalhou como comerciária entre 1986 e 1992 e, posteriormente, atuou como assessora no Sindicato dos Bancários da Bahia, onde se envolveu fortemente com as causas trabalhistas e sindicais.
Durante sua formação universitária, destacou-se no movimento estudantil, sendo coordenadora do Diretório Central dos Estudantes (DCE) da UNEB, campus de Barreiras.

## Carreira política

### Vereadora de Barreiras
Kelly iniciou sua vida pública como vereadora em Barreiras, sendo eleita pela primeira vez em 2004 com 1.021 votos. Reeleita em 2008 com 1.478 votos, exerceu a presidência da Câmara Municipal em dois mandatos: de 2004 a 2005 e de 2009 a 2010.

### Deputada Estadual
Em 2010, Kelly foi eleita deputada estadual pelo PCdoB, com 36.141 votos. Exerceu seu mandato entre janeiro de 2011 e dezembro de 2014 na Assembleia Legislativa da Bahia. Durante esse período, presidiu a Comissão de Educação, Cultura, Ciência e Tecnologia e integrou as comissões de Direitos da Mulher e do Meio Ambiente. Também atuou como vice-líder da bancada da maioria em 2014.

### Atuação Partidária
Kelly foi uma das principais lideranças do PCdoB na Bahia, exercendo cargos de direção na Comissão Política Municipal de Barreiras e integrando o Comitê Estadual do partido por diversos mandatos.

## Morte
Kelly Magalhães morreu em 23 de janeiro de 2022, aos 52 anos, em decorrência de complicações causadas por um câncer.
A Prefeitura de Barreiras e o Partido Comunista do Brasil emitiram notas de pesar homenageando sua trajetória e legado político.

## Legado
Ao longo de sua carreira, Kelly Magalhães construiu uma reputação de liderança firme e de forte atuação nas áreas da educação, direitos das mulheres, meio ambiente e valorização dos trabalhadores. Sua oratória contundente e sua capacidade de articulação política marcaram sua passagem pelos espaços legislativos. Mesmo após deixar o mandato, seguiu influente nas pautas progressistas da Bahia.